# ایردنینگ-دونرسباختال
ایردنینگ-دونرسباختال (به آلمانی: Irdning-Donnersbachtal) یک شهرستان در اتریش است که در ناحیه لیتسن واقع شده‌است. ایردنینگ-دونرسباختال ۱۹۹٫۶۸ کیلومتر مربع مساحت دارد.